# Karsten Lippmann
Karsten Lippmann (* 21. Juni 1958 in Hannover) ist ein ehemaliger deutscher Schwimmer, der bei Schwimmweltmeisterschaften eine Bronzemedaille gewann.

## Karriere
Lippmann begann bei den Wasserfreunden Hannover, 1972 wechselte er zum Hannoverschen Schwimmverein von 1892. Bei den Deutschen Meisterschaften 1978 belegte er den dritten Platz über 200 Meter Freistil.
Bei den Weltmeisterschaften 1978 in Berlin schwamm die 4-mal-200-Meter-Freistilstaffel der Bundesrepublik Deutschland mit Andreas Schmidt, Peter Knust, Karsten Lippmann und Frank Wennmann mit fünf Sekunden Rückstand auf die zweitplatzierte Staffel aus der Sowjetunion und mit 0,19 Sekunden Vorsprung vor den Schweden auf den dritten Platz. In der 4-mal-100-Meter-Freistilstaffel schwamm Lippmann im Vorlauf. Andreas Schmidt, Ulrich Temps, Peter Knust und Klaus Steinbach gewannen im Endlauf die Silbermedaille. In den 1970er Jahren erhielten nur die Staffelteilnehmer Medaillen, die auch im Finale eingesetzt wurden.
Karsten Lippmann absolvierte eine Ausbildung zum Vermessungstechniker.